# Doraemon: Nobita to midori no kyojinden DS
Doraemon: Nobita to midori no kyojinden DS (ドラえもん のび太と緑の巨人伝 DS?, Doraemon - Nobita to midori no kyojinden DS) è un videogioco a piattaforme pubblicato esclusivamente in Giappone dalla SEGA per Nintendo DS nel 2008. È ispirato al celebre manga Doraemon di Fujiko F. Fujio e legato al film Doraemon: Nobita to midori no kyojinden.

## Modalità di gioco
I personaggi giocabili sono Doraemon e Nobita, che devono viaggiare e sconfiggere i nemici usando alcuni oggetti a loro disposizione. Nel gioco sono presenti anche tre ulteriori personaggi speciali, Gian, Suneo e Shizuka. Gian e Suneo possono aiutare il giocatore a combattere contro i nemici, mentre Shizuka può ricaricare l'energia persa. Inoltre possono essere sbloccati i personaggi di Pisuke e Miyoko, utilizzando delle password ricevute nel gioco Doraemon Wii. È inoltre possibile avere accesso ad alcuni minigiochi.

## Minigiochi
- Big light de oi kakekko (ビッグライトでおいかけっこ?)
- Kenjū ō contest (けんじゅうおうコンテスト?)
- Sugoi zo! Kī-bō (すごいぞ!キー坊?)
- Kanbare! Kī-bō (かんばれ!キー坊?)

## Personaggi speciali(sbloccabili tramite password)
- Pisuke (da Nobita no kyōryū 2006)
- Miyoko (da Nobita no shin makai daibōken ~7-nin no mahō tsukai~)

## Accoglienza
Doraemon: Nobita to midori no kyojinden DS ha ricevuto un'accoglienza perlopiù positiva, ottenendo un punteggio di 30/40 dalla rivista Famitsū, basato sulla somma dei punteggi (da 0 a 10) dati al gioco da quattro recensori della rivista.